# Ivan Blažević
Ivan Blažević (Zagabria, 25 luglio 1992) è un calciatore croato, centrocampista del Bratstvo Kunovec.

## Carriera

### Club
Cresciuto nelle giovanili della squadra croata dell'Inter Zaprešić.